# Schistura aramis
Schistura aramis es una especie de peces de la familia Balitoridae en el orden de los Cypriniformes.

## Morfología
Los machos pueden llegar alcanzar los 7,1 cm de longitud total.

## Distribución geográfica
Se encuentra en Vietnam y Laos.

## Hábitat
Es un pez de agua dulce.